# 中華航空202號班機事故
中華航空202號班機是一趟由中华人民共和国上海市浦東國際機場飛往中華民國臺北市松山機場的定期航班，機型爲2004年空中巴士A330-302（登記編號爲B-18302）。2020年6月14日從上海浦東機場飛往臺北松山機場，下午5點49分降落，並遭遇擾流板、自動煞車及發動機反推力失效。機長於發現該問題後，立即改用人工剎車，於跑道尾前10公尺停下，飛機、機組及乘客均無恙。

## 機組成員
此航班配有11名機組成員，機長55歲，在中華航空服務了26年，有著16168小時的飛行時數，8788小時在此機型上，曾駕駛過波音747和空中巴士A340，副駕駛42歲，為前軍事飛行員，有著超過3700小時的飛行時數

## 事件經過
當時松山機場有小雷雨，風向280，風速3節，能見度2500公尺
台灣時間17:43:50飛機被允許降落松山機場的10跑道，並在17:44執行降落檢查單。
台灣時間17:46:54飛機主輪觸地，但在落地後1秒，飛機主輪短滯空0.5秒，並又再次落地。落地後3秒，自動煞車系統出現故障，1秒後主飛控電腦1、2、3幾乎同時失效，落地後10秒機長發現自動煞車沒接上，立即改用人工剎車，落地後13秒副機長發現反推沒開，並且減速版也沒開，並和駕駛一起踩煞車。
台灣時間17:47:36也就是落地後42秒，飛機在跑道尾前10公尺停下。飛機無損傷，機上11名機組員及76名乘客均安。

## 事故原因
因為國家運輸安全調查委員會一年多的調查後，公布這起事故的主因。飛控電腦本身有兩條通道，分別為監視通道和命令通道，然而隨著時間流逝，兩條通道會有極小的時間差，這在一般的飛行中並不會被注意到。但在CI202降落時主輪在觸地後又彈起一次，並且在處地時為了對抗側風而大量採舵尾翼，而導致飛控電腦出現不同步，此時主飛控電腦失效，交由次飛控電腦控制，導致擾流板、自動煞車、反推全部失效。

## 外部連結
- CI202班機事故調查報告 （页面存档备份，存于）